# Museo Nacional de Ciencia y Tecnología
El Museo Nacional de Ciencia y Tecnología (MUNCYT) es una red museística española dedicada a la divulgación científica y tecnológica y a la conservación. Posee una colección de más de 15000 instrumentos científicos que datan desde el siglo XVI hasta la actualidad. Depende del Ministerio de Ciencia, Innovación y Universidades, a través de la Secretaría General de Investigación, y está gestionada por la Fundación Española para la Ciencia y la Tecnología (FECYT). Forma parte de la Red de Museos de España y la Red de Museos de Ciencia, Tecnología e Innovación; además, es miembro de la European Network os Science Centres and Museums.

## Historia
La idea de crear un museo dedicado a la ciencia y tecnología en España surgió a mediados del siglo XX, cuando en 1962 se forma la Comisión para la creación de un Museo de Ciencia y La Técnica. Este proyecto no tuvo continuidad, siendo recuperado hacia 1972 a través de informes sobre otros museos de ciencia y tecnología ya existentes en Europa y Estados Unidos; la primera iniciativa formal para su creación se dio en 1975 por medio del Instituto Nacional de Industria. Sin embargo, el proyecto no logró avanzar debido al fin de la dictadura franquista y los cambios derivados de la transición al sistema democrático.
En noviembre de 1979 comenzaron a darse los primeros pasos mediante la constitución del patronato para la creación del Museo Nacional de la Ciencia y la Tecnología, y varios meses después, en marzo de 1980, el patronato llegó a un acuerdo con RENFE para la recuperación de la estación de Delicias, con el fin de convertirla en un espacio que albergaría las sedes del Museo de Ciencia y Tecnología (zona de estación de mercancías) y el Museo del Ferrocarril (zona de estación de pasajeros). Finalmente, en junio de ese mismo año, se creó formalmente el Museo Nacional de la Ciencia y la Tecnología, dependiente del Ministerio de Cultura, que abrió sus puertas al público en 1997 con la exposición "Abriendo las puertas de la ciencia".

## Sedes

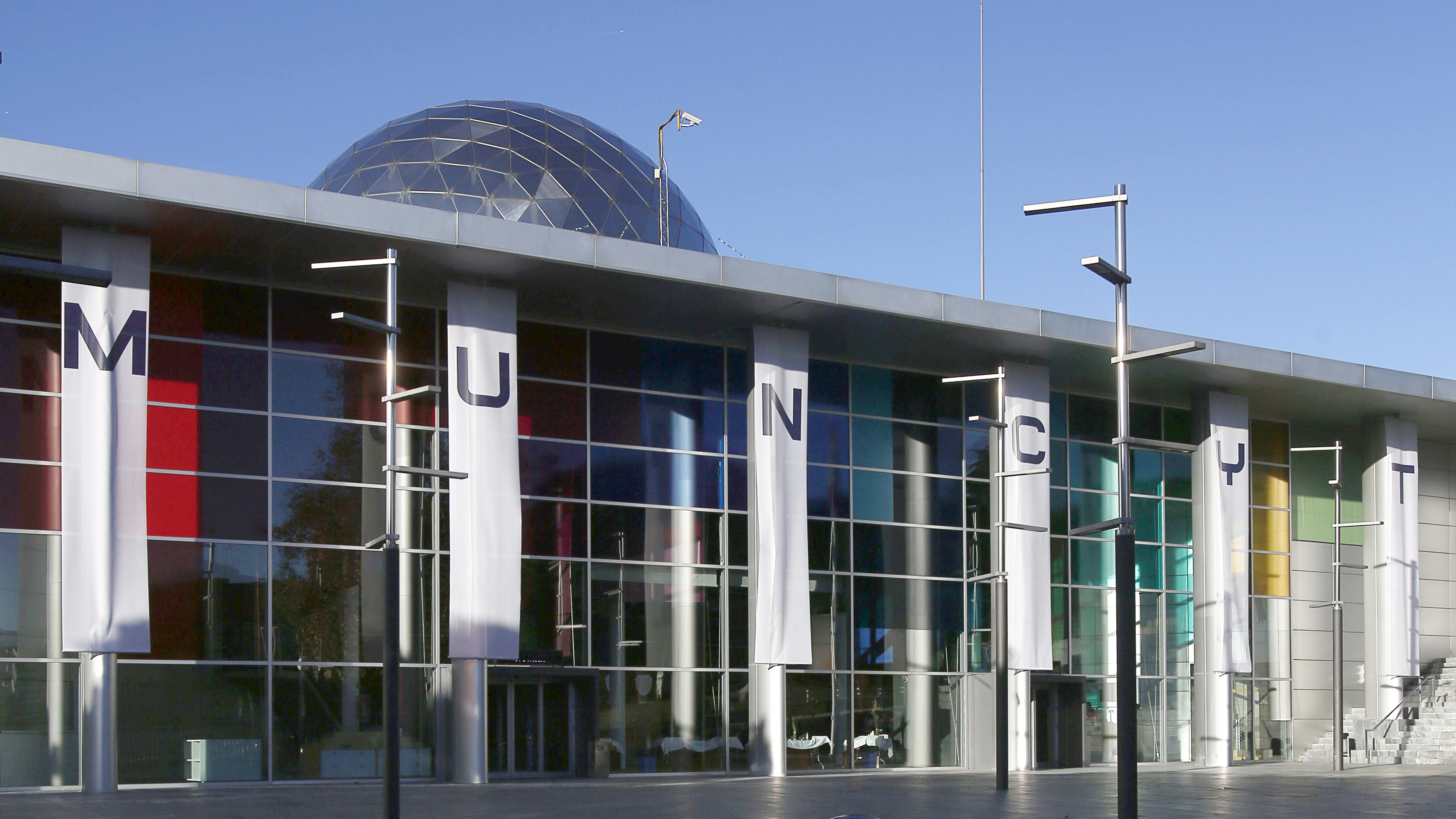
Sede en Alcobendas desde 2014

El MUNCYT dispone de dos sedes, una ubicada en La Coruña (2012) y otra en Alcobendas (2014).
La sede de La Coruña, inaugurada el 4 de mayo de 2012 con la exposición "Las 13 de la fama" (2012-2016), entre otras colecciones. El edificio que ocupa se conoce como el "Prisma de cristal", y fue construido en 2006 con diseño de los arquitectos Victoria Acebo y Ángel Alonso. La obra obtuvo el Premio Nacional de Arquitectura Joven en la 9ª Bienal de Arquitectura y Urbanismo Española. Cuenta con varias salas de exposición  permanente, una sala de exposiciones temporales y zonas de servicio propias de un museo (oficinas, biblioteca, restauración, salón de actos, sala de niños).
Su sede de Alcobendas, que abrió al público el 12 de diciembre de 2014, se encuentra en las instalaciones que hasta 2013 ocupaba CosmoCaixa Madrid. El edificio fue proyectado por los arquitectos Roberto y Esteve Terradas y, manteniendo la estructura original, incluye exposición permanente, exposiciones temporales, salón auditorio, planetario digital y un parque-jardín.
La que fue la sede inicial del MUNCYT, en el paseo de las Delicias de Madrid, se ha convertido en un centro de investigación sobre patrimonio científico y técnico que consta de una biblioteca especializada, archivo y almacén de piezas.
Desde 2008 también se realizan exposiciones itinerantes por toda la geografía española a través del programa «Ventanas del MUNCYT», siendo la primera "ventana" en el Parque de las Ciencias de Granada.

## Colecciones
El Museo Nacional de Ciencia y Tecnología nació, como caso excepcional, sin colección propia, siendo en 1982 cuando empiezan a llegar las primeras piezas a la sede inicial. Desde entonces, las colecciones del museo de han ido incrementando a través de diversas adquisiciones, cambios de adscripción de piezas y donaciones, entre otros mecanismos de ingreso. En la actualidad el Museo exhibe en sus distintas salas de exposición más de 18.000 piezas de patrimonio histórico, científico y tecnológico relacionadas con la astronomía, las matemáticas, la navegación, la física, la química, la biología, la informática, la industria o los transportes.
Entre sus colecciones históricas destacan la de instrumentos científico-matemáticos y astronómicos, procedentes de la Academia Real Matemática de Madrid, el Colegio Imperial de Madrid y los Reales Estudios de San Isidro.
Por otro lado, los instrumentos relacionados con las ciencias físicas proceden del Instituto de San Isidro y de la colección antigua de la Facultad de Ciencias Físicas, además de otros instrumentos para abarcar desde el siglo XVIII hasta la década de los 60 del siglo XX.
Por último, cabe mencionar el planetario digital ubicado en la azotea de su sede de Alcobendas.

## Dirección del MUNCYT
| Orden | Nombre                      | Periodo de mandato |
| ----- | --------------------------- | ------------------ |
| 1º    | Ejemplo                     | 1980 -             |
| 2º    | Ejemplo                     | -                  |
| 3º    | Amparo Sebastián Caudet     | 1991 - 1997        |
| 4º    | Amparo Sebastián Caudet     | 1998 - 2008        |
| 5º    | Ramón Núñez Centella        | 2008 - 2013        |
| 6º    | Marián del Egido Rodríguez  | 2014 - 2022        |
| 7º    | Fernando Luis Fontes Blanco | 2022 - Actualidad  |